# Raimundo IV de Toulouse
Raimundo IV de Tolosa, ou Raimundo de Saint-Gilles (Toulouse, 1045 — 28 de fevereiro de 1105) foi conde de Toulouse, duque de Narbona, marquês da Provença e um dos líderes da Primeira Cruzada, na qual se tornou também conde de Trípoli. Era filho do conde Pôncio de Toulouse e Almodis de La Marche. Recebeu do seu pai em apanágio a vila de Saint-Gilles com o título de conde e sucedeu ao seu irmão Guilherme IV de Toulouse no condado de Tolosa em 1094.
Segundo a genealogia tradicional dos condes de Toulouse feita pelos beneditinos na História Geral de Languedoc, é nomeado Raimundo IV, mas estudos críticos mais recentes estabeleceram que foram omitidos dois condes com o prenome de Raimundo, e por isso seria mais correcto ser intitulado de Raimundo VI.
Raimundo parece ter sido impelido tanto por motivos religiosos como materiais, os mais generalizados no movimento das cruzadas: por um lado aceitou a descoberta da lança do destino em Antioquia e rejeitou a coroa de Jerusalém, mas por outro não resistiu à tentação de conquistar um novo território para si.

## Condado de Tolosa e Reconquista
De acordo com uma fonte arménia, perdeu um olho numa peregrinação a Jerusalém antes da Primeira Cruzada, mas isto é discutível e serve apenas para atestar que de facto não tinha um olho.
No final da década de 1070 tomou o partido do arcebispo Aicardo de Arles contra o conde da Provença e o papa Gregório VII sobre a questão das investiduras.
Também lutou contra os mouros na Reconquista da Península Ibérica de 1087 a 1096, e foi um dos primeiros a aderir à cruzada depois do sermão do papa Urbano II no Concílio de Clermont.
Com a morte de Guilherme Bertrando da Provença em 1094, o seu título de marquês passou para Raimundo. Uma bula de Urbano, datada de 22 de Julho de 1096, refere-se a Raimundo como comes Nimirum Tholosanorum ac Ruthenensium et marchio Provintie Raimundus.

## Tomada de Antioquia

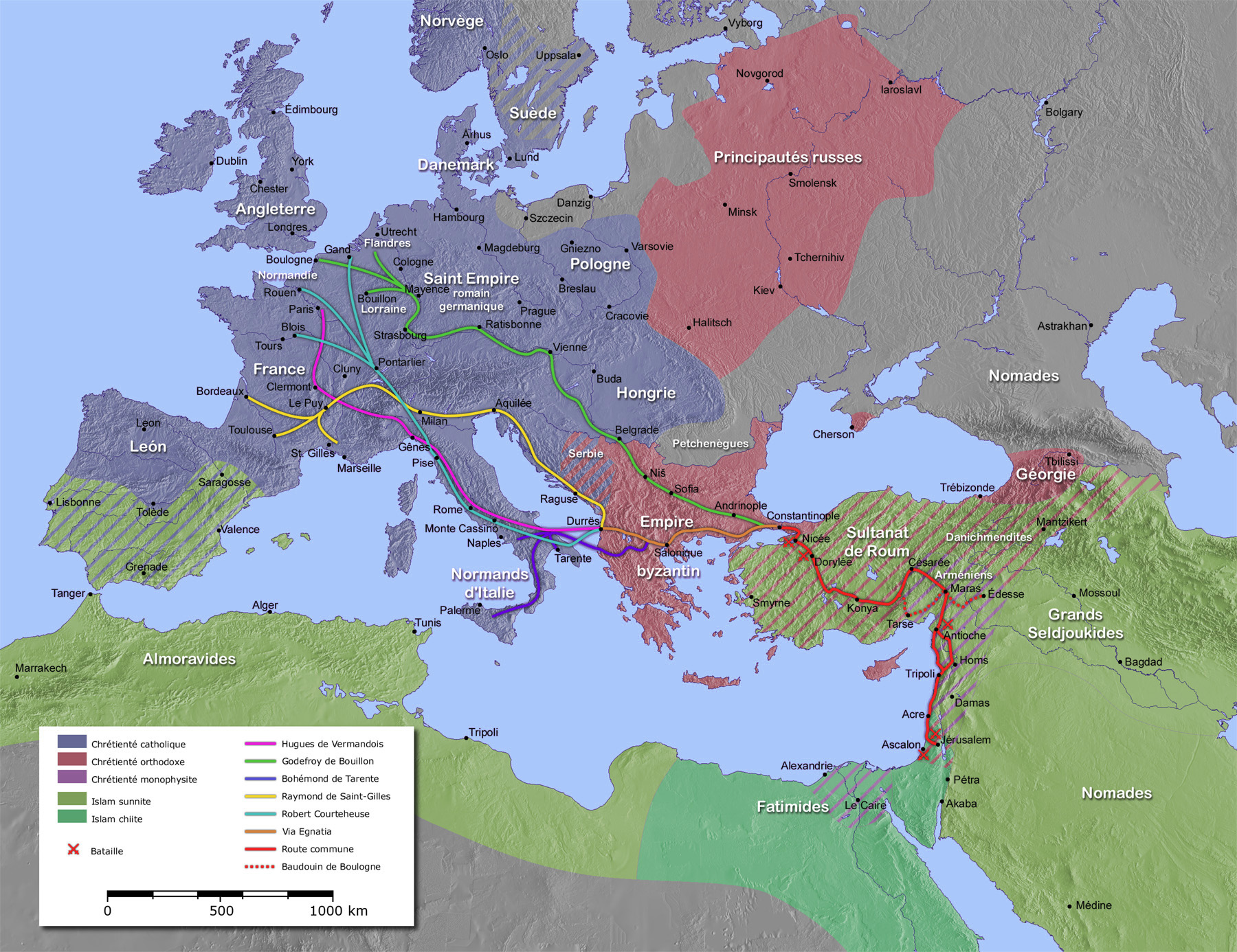
Rotas dos líderes da Primeira Cruzada. Raimundo IV de Toulouse seguiu o trajecto marcado a amarelo, depois a laranja e, a partir de Constantinopla, a vermelho.

Raimundo era profundamente religioso e desejava morrer na Terra Santa, pelo que quando foi proclamada a Primeira Cruzada, foi um dos primeiros a tomar a cruz.
Sendo o mais velho e mais rico dos cruzados, deixou Toulouse no final de Outubro de 1096, com um amplo séquito que incluía a sua esposa Elvira Afonso e o bispo Ademar de Le Puy, o legado papal.
Ignorou os pedidos da sua sobrinha Filipa, a herdeira por direito do condado, a lhe deixar o governo deste. Em vez disso nomeou Bertrando, o seu filho mais velho.
Marchou para Dirráquio e depois para leste, para Constantinopla, no mesmo trajecto usado por Boemundo de Taranto. No final de Abril de 1097, foi o único dos principais líderes cruzados a não fazer o juramento de vassalagem ao imperador bizantino Aleixo I Comneno. Em vez disso fez um juramento de amizade, oferecendo seu apoio contra o referido Boemundo, inimigo mútuo de ambos.
Participou do cerco de Niceia e da batalha de Dorileia ainda em 1097, mas foi em Outubro que se destacou no cerco de Antioquia. Os cruzados tinham ouvido o rumor que essa cidade tinha sido abandonada pelos turcos seljúcidas, pelo que Raimundo enviou o seu exército para a ocupar, ofendendo Boemundo de Taranto, que pretendia tomá-la para seu domínio.

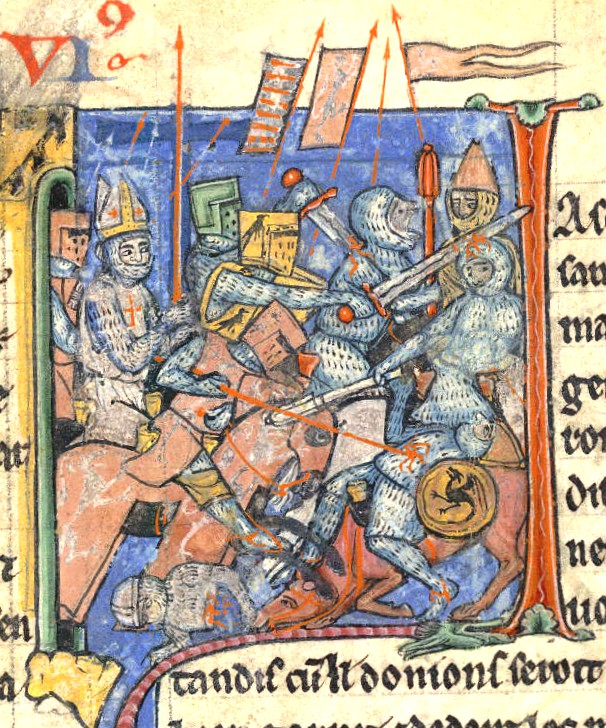
Iluminura medieval de Ademar de Monteil (com a mitra) empunhando a lança do destino numa batalha da Primeira Cruzada

No entanto Antioquia ainda estava ocupada e só seria conquistada depois de um longo e difícil cerco, em Junho de 1098. Raimundo tomou o palácio do emir Iagui Siã, e a torre sobre o portão da ponte. Adoeceu durante o segundo cerco, posto pelos muçulmanos aos cruzados, mas houve muita actividade espiritual entre os seus seguidores, que culminou na descoberta da lança do destino pelo monge Pedro Bartolomeu.
O "milagre" fez subir a moral dos cruzados, e surpreendentemente conseguiram sair e derrotar o general Querboga de Moçul. A lança tornou-se uma relíquia valiosa entre os seguidores de Raimundo, apesar do cepticismo de Ademar e do descrédito e ocasional troça de Boemundo.
Outra fonte de conflito foi a recusa de Raimundo em render os seus territórios na cidade a Boemundo, lembrando que este deveria ceder a cidade ao imperador Aleixo, como prometera. Seguiu-se então um conflito entre os apoiantes de ambos os líderes, parcialmente sobre a legitimidade da lança, mas principalmente sobre a posse do Principado de Antioquia.
Muitos dos cavaleiros menores e soldados de infantaria preferiram continuar a sua marcha para Jerusalém e convenceram Raimundo a liderá-los no Outono de 1098. Deixando um pequeno destacamento em Antioquia, onde ficara Boemundo, cercaram a cidade de Maarate Anumane, entre Alepo e Hama, que capturariam em Dezembro. Quando Ademar morreu, Raimundo, apoiado pelo prestígio da lança, tornou-se no novo líder da cruzada, mas Boemundo expulsou os seus homens da cidade em Janeiro de 1099.

## Cerco de Trípoli

Mapa político do Próximo Oriente em 1102, imediatamente após a Primeira Cruzada

O conde de Toulouse foi então em busca de um domínio para si. De Maarate Anumane, dirigiu-se para o emirado de Trípoli. Em 14 de Fevereiro começou o cerco de Arqa, uma cidade nos arredores de Trípoli, aparentemente com a intenção de fundar um território independente em Trípoli que limitasse o poder de Boemundo em expandir o Principado de Antioquia para o sul.
O cerco demorou mais do que Raimundo pensara. Apesar de ter capturado a Fortaleza dos Curdos, que se tornaria na templária Fortaleza dos Cavaleiros, a sua insistência em tomar Trípoli atrasou a marcha para Jerusalém e fez-lhe perder muito do apoio que ganhara em Antioquia.
Raimundo acabou por concordar em seguir para Jerusalém a 13 de Maio. Depois de um cerco, a cidade foi tomada a 15 de Julho. Foi-lhe oferecida a coroa do novo Reino Latino de Jerusalém mas recusou, afirmando que não usaria uma coroa onde Cristo usara a coroa de espinhos e que tremia ao pensar em ser chamado de "rei de Jerusalém".
Por este motivo Godofredo de Bulhão terá adoptado o título de Advocatus Sancti Sepulchri ("Defensor do Santo Sepulcro") em vez do de rei. Também é possível que Raimundo desejasse continuar o cerco de Trípoli em vez de se estabelecer. No entanto, desagradava-lhe ceder a Torre de David que conquistara e Godofredo teve grandes dificuldades para tomá-la.
Depois participou da batalha de Ascalão, durante a qual foi derrotado um exército egípcio. No entanto, Raimundo pretendia ocupar Ascalão em vez de a ceder a Godofredo, e com a disputa que se seguiu, esta acabou por não ser ocupada e só seria conquistada em 1153. O soberano de Jerusalém também culparia Raimundo pelo fracasso em tomar Arçufe.
Quando o conde de Toulouse se dirigiu para norte no Inverno de 1099-1100, o seu primeiro acto foi de hostilidade contra Boemundo, capturando Laodiceia, que este tinha conquistado recentemente a Aleixo. De Laodiceia foi para Constantinopla, onde se aliou ao imperador bizantino, o inimigo mais poderoso do príncipe de Antioquia. Boemundo estava na altura a tentar expandir o seu principado às custas de territórios bizantinos, e recusou cumprir seu juramento de 1097.

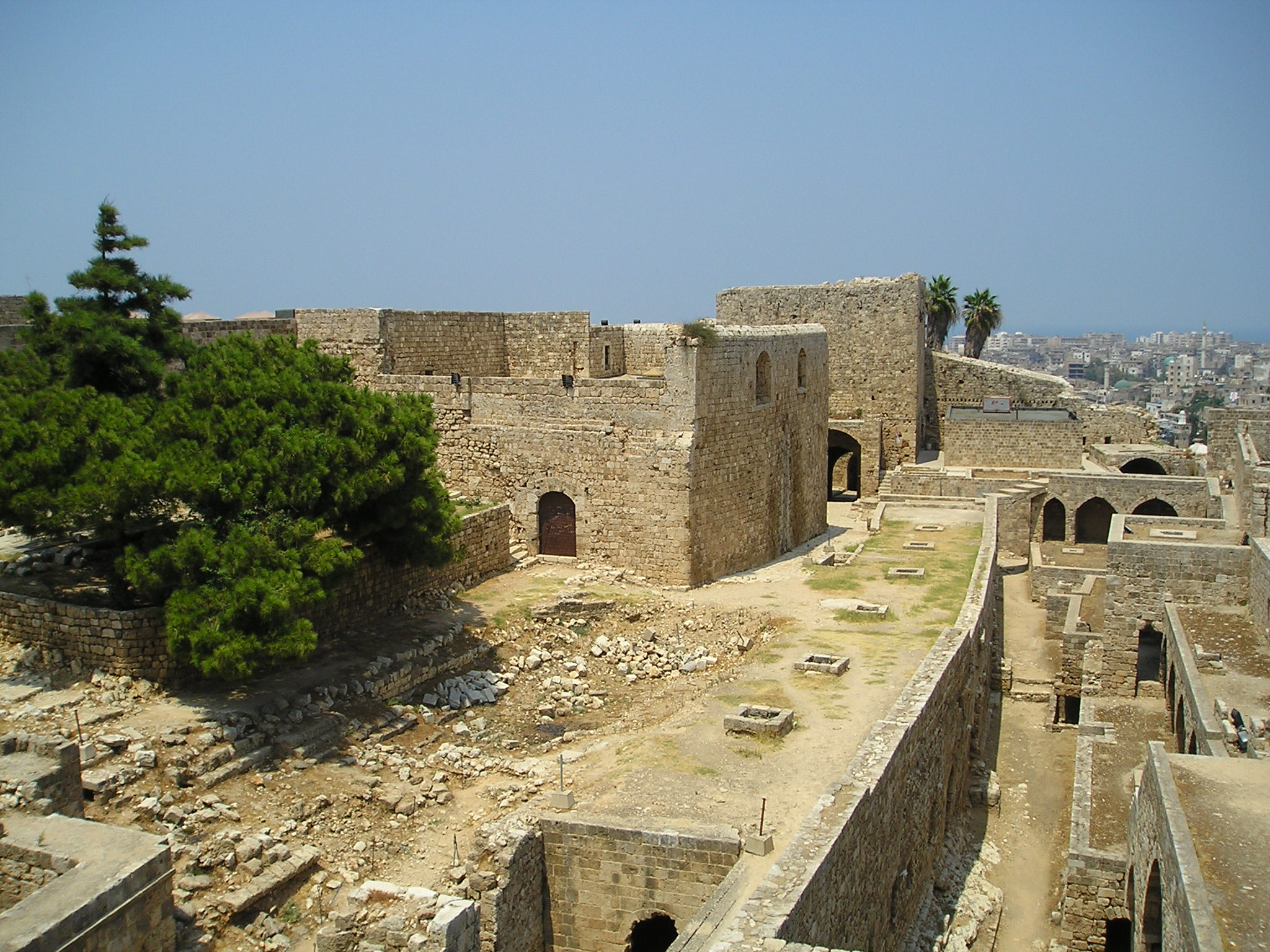
Cidadela de Raimundo de Saint-Gilles em Trípoli, no Líbano

Raimundo aderiu à cruzada menor e fracassada de 1101, derrotada em Heracleia Cibistra, cidade da actual província de Cônia na Anatólia, tendo escapado e voltado a Constantinopla. No ano seguinte viajou por mar até Antioquia, onde foi aprisionado por Tancredo da Galileia, regente do principado durante o cativeiro de Boemundo.
Só foi libertado depois de prometer não tentar fazer conquistas na região entre Antioquia e São João de Acre. No entanto quebrou imediatamente a sua promessa, atacando e tomando Tartous e começando a construção de um castelo no Mons Peregrinus ("Monte dos Peregrinos"), que o auxiliaria no cerco a Trípoli. Teve a ajuda de Aleixo I, que preferia um estado aliado em Trípoli para equilibrar a hostilidade de Antioquia.
Raimundo morreu a 28 de Fevereiro de 1105, em resultado de feridas sofridas em um incêndio no castelo do Monte dos Peregrinos, sem tomar a cidade de Trípoli. Foi sucedido na Terra Santa pelo seu primo Guilherme-Jordão da Cerdanha, que em 1109 entraria em conflito com o primogénito de Raimundo, Bertrando de Toulouse, pela posse do Condado de Trípoli. Com a tomada da cidade ainda nesse ano, e o assassinato de Guilherme em 1110, o condado permaneceria na posse dos descendentes dos condes de Toulouse durante o século XII, altura em que passou para os príncipes de Antioquia.

## Casamentos e descendência
Raimundo casou-se três vezes, e foi por duas excomungado por se casar com uma esposa com grau de parentesco proibido por consanguinidade.
A sua primeira esposa chamava-se Eldearda (m. 1089), sua prima em primeiro grau, filha de Fulque Bertrando I da Provença, que lhe deu em dote os direitos sobre parte do condado. Antes de se separarem por motivos de consanguinidade, tiveram um filho:
- Bertrando de Toulouse, seu sucessor no condado de Tolosa e posteriormente também no condado de Trípoli

Em 1080 celebrou segundas núpcias com Matilda ou Mafalda da Sicília, filha do rei Rogério I da Sicília.
Casou-se pela terceira vez com Elvira Afonso, filha ilegítima do Imperator totius Hispaniæ Afonso VI de Leão e Castela com Ximena Moniz, e irmã de Teresa de Leão condessa de Portugal. Acompanhou-o na cruzada onde nasceu seu filho:
- Afonso-Jordão de Toulouse, que sucederia ao seu meio-irmão Bertrando no condado de Toulouse.